# 다나카촌 (지바현)
다나카촌(田中村)은 지바현의 북서부, 히가시카쓰시카군에 속했던 촌이다.

## 역사
- 1889년 4월 1일 - 정촌제 시행에 의해 히가시카쓰시카군 도요후타촌이 성립하였다.
- 1914년 10월 10일 - 통합에 의해 다나카촌이 성립하였다.
- 1954년 9월 1일 - 가시와촌, 쓰치촌 및 고가네촌과 합병해 도카쓰시를 신설하였다.

## 참고문헌
- 柏市史編さん委員会 編『柏市史年表』柏市役所、1980年8月31日。NDLJP:9642002。
- 柏市史編さん委員会 編『柏市史』 近代編、柏市教育委員会、2000年3月31日。NDLJP:9644957。